# 普提查·克瑟辛
普提查·克瑟辛（羅馬化：Puttichai Kasetsin，小名Push ，1986年7月3日—），泰國男演員、DJ、模特兒及主持人，在2015年至2016年間，出演《醜小鴨之天生絕配》、《我要成為超級巨星》、《王子學院》等電視劇開始成名。
他在中文地區的粉絲間，有直譯小名Push為「推哥」的外號，也擁有「梨渦男神」的稱號。

## 簡歷

### 早年經歷
1986年7月生於泰國中部的叻武里府（叻丕府），是家庭六個兒子中的第四個兒子。他的父母均有中國血統，而家庭則在叻武里府從事農業生意。他在青年時曾希望成為一名職業足球運動員，然而在學長說服下改為進入娛樂圈發展。他在Wantha Maria Ratchaburi小學畢業後，在Prasartratprachakit學校完成初中及高中學業。其後，他在於川登喜皇家大學的傳達設計系畢業。
2010年，他在GMM Grammy旗下的電台HOTWAVE 91.5FM中成為DJ，開始他的演藝生涯，其後在Chill FM和電視節目O:IC中擔任DJ及主持人。2011年，他在處境喜劇《Koo Rak Tang Kua》中飾演一個小角色開始演員生涯。之後，他在泰國第3電視台的電視劇《Joot Nud Phob》中飾演一名警察，其後數年在不同電視劇中飾演小角色。

### 演員生涯
2014年，他在電視劇《魔幻天使》中首次獲得擔綱男主角的機會，與婉娜拉·宋提查（View）在電視劇裏合作。該劇輕鬆搞笑的模式大受觀眾歡迎，並於2016年被香港ViuTV引進。自此，他逐漸吸引不少粉絲，並以平易近人的性格知名。他在此之後依然持續參演「狗血」連續劇（Lakorn）累積名氣。
然而，他對擔任廣播DJ仍然相當喜愛，他曾提及「DJ工作很有魅力，每個DJ都有自己的風格。即使我參加過許多電視連續劇，DJ的工作仍然是我的主要任務」。因此，他在成名後仍每週在電台任DJ主持節目，並只收取車馬費作報酬。
2015年，他在整年皆持續在泰國的小屏幕上出現，自此成為泰國的熱門男明星。他出演GMM 25的電視劇《醜小鴨之天生絕配》時，獲得年輕人的關注，以及創造了一時的「Suea哥現象」。同年年中，他出演One 31的連續劇《獵愛百計》，將粉絲群擴大到對傳統連續劇很有興趣的家庭主婦群體，以及在《I wanna be Sup'tar》及《Club Friday The Series 6》中獲得都市白領民眾的關注。
2017年，他首次擔任中國網絡劇《逆襲之星途璀璨》的男主角。
2019年，他與平采娜·樂維瑟派布恩（Baifern）出演《吹落的樹葉》，再次取得亞洲廣泛地區的關注，同時亦憑著劇中出演的姑父被泰國民眾譽為「國民老公」。同年八月，為了回饋中國粉絲的愛戴，於中國南京舉辦了首場「推見 中國」粉絲見面會。
之后，他開始擔任數部陸劇泰版的男主角，如與李海娜（Aom）共同主演的泰版《杉杉來吃》和與黛薇卡·霍內（Mai）合演泰版《狐狸的夏天》—《你是我的心跳》。
2022年，他參演One 31翻拍的电视剧《遊戲花叢》正式播出，他在剧中飾演邪魅的花花公子Pongdanai。
2023年，他主演的电视剧《轻触我心》正式播出，他在剧中饰演富家公子Kueakhun。

## 個人生活
- 2018年11月16日，與女演員瓦拉緹雅·妮枯哈（英语：Warattaya Nilkuha）（Jooy）結婚。[4]

- 2022年6月8日，Push於個人Instagram分享妻子Jooy的孕肚照及宝宝超音波照，官宣升级当爸。11月28日，Push发文官宣妻子Jui已于11月24日顺利產下一子，「他很健康，有黑眉毛」。

- 2024年6月24日，Push夫妻官宣怀二胎，並在7月9日发布了全家福照。9月9日，公开了二胎性别為小公主。

- 2024年11月28日，兩人的女兒誕生，小名Jayypearl。

## 影視作品

### 電視劇
| 年份   | 劇名                                           | 角色                             | 备注 |
| ------ | ---------------------------------------------- | -------------------------------- | ---- |
| 2011年 | Koo Rak Tang Kua                               | Assawin                          |      |
| 2011年 | 世界的交汇点第二季                             | Burapa Tarathip（Muad Boo）      |      |
| 2012年 | 雀之靈                                         | Wongsakorn                       |      |
| 2012年 | Club Friday The Series 1：前男友               | Nott                             |      |
| 2013年 | Love On Air : Mai Bauk Rak...Tae Rak Mark      | Push                             |      |
| 2013年 | Rak Jing Ping Guer : Love Low Fat              | Ice老師                          |      |
| 2013年 | 反转未来                                       | Natee                            |      |
| 2013年 | 愛的氣球                                       | Maug                             |      |
| 2014年 | 魔幻天使                                       | Theepob                          |      |
| 2014年 | 美夢成真                                       | Rattarawee Indharasuwan（Wee）   |      |
| 2015年 | 醜小鴨之天生絕配                               | P'Suea（Leo）                    |      |
| 2015年 | 獵愛百計                                       | Kongpope Pattaratanasarn（Kong） |      |
| 2015年 | 我要成為超級巨星                               | Pakorn（Win）                    |      |
| 2015年 | Club Friday The Series 6：愛沒有錯，錯在你變了 | Tor                              |      |
| 2015年 | 愛在天際                                       | Neumake（Make）                  |      |
| 2016年 | 為了你                                         | Chanon Thammapitak               |      |
| 2016年 | 王子學院之帥氣牛仔                             | Sibtis                           |      |
| 2016年 | 遊戲幻影                                       | Gun                              |      |
| 2017年 | 逆襲之星途璀璨                                 | 段承軒                           |      |
| 2017年 | 花戒指                                         | Laising（Singh）                 |      |
| 2018年 | 我親愛的失敗者之永遠幸福快樂                   | Tonkla（Ton）                    |      |
| 2018年 | 生日快樂                                       | Tee                              |      |
| 2018年 | 星途叵測                                       | Tankhun                          |      |
| 2018年 | Club Friday The Series 10：變質的愛            | Pat                              |      |
| 2019年 | 吹落的樹葉                                     | Chatchavee（Chat）               |      |
| 2019年 | 星途叵測2                                      | Tankhun                          |      |
| 2021年 | 杉杉来吃                                       | Payu                             |      |
| 2021年 | Club Friday The Series 13：生日不樂            | Kuea                             |      |
| 2022年 | 你是我的心跳                                   | Sira（Lom）                      |      |
| 2022年 | 遊戲花叢                                       | Pongdanai                        |      |
| 2023年 | 轻觸我心                                       | Kueakhun                         |      |
| 2023年 | 黑色貞潔                                       |                                  |      |
| 2023年 | 愛的奇蹟                                       | Pawee                            |      |
| 待播   | 三十而已·曼谷篇                                |                                  |      |

### 電影
| 年份   | 片名         | 角色 |
| ------ | ------------ | ---- |
| 2013年 | 减（捡）到爱 | ——   |
| 2016年 | 小小的大夢想 | Phak |

## 獎項與榮譽
| 年份 | 獎項                                               | 獎項類別           | 結果 |        |
| ---- | -------------------------------------------------- | ------------------ | ---- | ------ |
| 2015 | Hamburger Award                                    | 年度新星           | 獲獎 | [ 5 ]  |
| 2015 | Seventeen Award                                    | 年度 Hot Guy       | 獲獎 | [ 5 ]  |
| 2015 | Attitude 雜誌一週年大獎                            | 最佳男演員         | 獲獎 | [ 6 ]  |
| 2015 | 泰國頭條年度風雲人物 2015                          | 年度風雲人物       | 獲獎 | [ 7 ]  |
| 2016 | Kazz Awards                                        | 新晉男演員         | 獲獎 | [ 8 ]  |
| 2016 | MThai 年度最具話題獎 2016                          | 年度最具話題男演員 | 獲獎 | [ 9 ]  |
| 2018 | 第九屆參與戒菸計劃藝人、娛樂明星及社交媒體頒獎典禮 | 人氣明星           | 獲獎 | [ 10 ] |

### 個人榮譽
| 年份   | 榮譽                                |
| ------ | ----------------------------------- |
| 2019年 | TC Candler全亞洲100張最帥面孔第75名 |
| 2020年 | TC Candler全亞洲100張最帥面孔第84名 |

## 外部連結
| - 普提查·克瑟辛的Instagram帳戶 - 普提查·克瑟辛的X（前Twitter） - 普提查·克瑟辛在豆瓣上的资料（简体中文） | - Push Up（运动品牌）官方的Instagram帳戶 |